# Tripoli, Hy Lạp
Tripoli một thành phố khoảng 25.000 cư dân ở trung tâm của Peloponnese, ở Hy Lạp. Nó là thủ phủ của tỉnh Arcadia và trung tâm của khu tự quản Tripolis có dân số 48.000 người.

## Lịch sử
Trong thời Trung cổ, nơi được biết đến với tên Drobolitsa, Droboltsá, hoặc Dorboglitza, hoặc là từ Hydropolitsa Hy Lạp, quốc gia-thành phố, hoặc có lẽ từ Nam Slavic cho vùng Đồng Oaks.
Tripoli hiện nay được tạo ra vào năm 1770 gần đống đổ nát của các thành phố cổ xưa Pallantion, Tegea, và Mantinea, vì thế tên của nó Τρίπολις = τρεις πόλεις 'ba thành phố. Trước khi cuộc Chiến tranh Độc lập của Hy Lạp, nó phục vụ như là một trong những trung tâm hành chính quốc Ottoman trong Peloponnese và có số lượng lớn dân số người Hồi giáo và Do Thái. Tripolis là một trong những mục tiêu chính của quân nổi dậy Hy Lạp trong chiến tranh Hy Lạp độc lập, những người đã tiến vào đây ngày 17 tháng 10 năm 1821, sau vụ bao vây đẫm máu của Tripolitsa, và tiến hành tiêu diệt dân số Hồi giáo và Do Thái để trả thù. Ibrahim Pasha chiếm lại thành phố vào ngày 22 tháng 6 năm 1825, sau khi nó đã bị bỏ rơi bởi những người Hy Lạp. Trước khi di tản của Peloponnese đầu 1828, ông đã ranh lệnh phá hủy thành phố và phá bỏ bức tường thành của nó. 
Tripolis đã trở thành một trung tâm lớn của nhà nước Hy Lạp mới được độc lập.

## Địa lý và khí hậu
Tripolis nằm ở trung tâm của Peloponnese, trong một lưu vực núi rộng với độ cao khoảng 650 mét. Tripolis được bao quanh bởi các dãy núi rừng dày đặc trên tất cả các bên, của cao nhất và gần nhất đó là núi Mainalon về phía tây bắc. Phía Tây Nam của lưu vực Tripolis trước đây là bao gồm các vùng đất ngập nước đã được tưới đủ nước và chuyển đổi đất nông nghiệp. Bởi vì vị trí trong nội địa của nó và độ cao, Tripolis có khí hậu Địa Trung Hải / lục chuyển tiếp với mùa hè khô nóng và mùa đông lạnh. Nhiệt độ mùa hè có thể vượt quá 40C/104F (kỷ lục tối đa. 44C/112F) và nhiệt độ mùa đông dưới đây -10C/14F đã được quan sát thấy (thấp kỷ lục. -18C/0F). Tuyết có thể xảy ra nhiều lần từ cuối tháng mười và đầu tháng tư.
Các quảng trường chính của thành phố được bố trí với các đường phố chính và với một đường cao tốc nối với Pyrgos và Patras. Một trong số đó được đặt tên là Kennedy, được đặt tên là Georgiou B (George II). Phần phía nam có đường phố chính của nó đặt tên là Washington. Các phần chính của thành phố được bao bọc xung quanh các bức tường lâu đài được xây dựng trong sự chiếm đóng của Ottoman của Hy Lạp. Một khu công nghiệp đã được xây dựng ở phía tây nam.